# 2023-as magyar asztalitenisz-bajnokság
A 2023-as magyar asztalitenisz-bajnokság a százhatodik magyar bajnokság volt. A bajnokságot március 24. és 26. között rendezték meg Budapesten, az Ormai László Csarnokban.

## Eredmények
| Versenyszám  | Arany                                                                        | Arany                                                                        | Ezüst                                                          | Ezüst                                                          | Bronz | Bronz |
| ------------ | ---------------------------------------------------------------------------- | ---------------------------------------------------------------------------- | -------------------------------------------------------------- | -------------------------------------------------------------- | --- | --- |
| Férfi egyéni | Szudi Ádám SPO Rouen TT                                                      | Szudi Ádám SPO Rouen TT                                                      | Ecseki Nándor SPG Wels                                         | Ecseki Nándor SPG Wels                                         | András Csaba TTC Bad Homburg Molnár Dávid PTE-Pécsi EAC                                                                            | András Csaba TTC Bad Homburg Molnár Dávid PTE-Pécsi EAC                                                                            |
| Női egyéni   | Madarász Dóra Budaörsi SC                                                    | Madarász Dóra Budaörsi SC                                                    | Nagyváradi Mercédesz TSV Schwabhausen                          | Nagyváradi Mercédesz TSV Schwabhausen                          | Bálint Bernadett CSM Victoria Carei Hartbrich Leonie SV Böblingen                                                                  | Bálint Bernadett CSM Victoria Carei Hartbrich Leonie SV Böblingen                                                                  |
| Férfi páros  | Ecseki Nándor, Szudi Ádám SPG Wels , SPO Rouen TT                            | Ecseki Nándor, Szudi Ádám SPG Wels , SPO Rouen TT                            | Kishegyi Ákos, Molnár Dávid Városi SE Dunakeszi, PTE-Pécsi EAC | Kishegyi Ákos, Molnár Dávid Városi SE Dunakeszi, PTE-Pécsi EAC | Lei Balázs, Varga Botond Ambrus Asztalitenisz Akadémia, High Life SEKovács Sebestyén, Sabján Gergely PTE-Pécsi EAC, Komlói Bányász | Lei Balázs, Varga Botond Ambrus Asztalitenisz Akadémia, High Life SEKovács Sebestyén, Sabján Gergely PTE-Pécsi EAC, Komlói Bányász |
| Női páros    | Bálint Bernadett, Nagyváradi Mercédesz CSM Victoria Carei , TSV Schwabhausen | Bálint Bernadett, Nagyváradi Mercédesz CSM Victoria Carei , TSV Schwabhausen | Madarász Dóra, Fazekas Mária Budaörsi SC                       | Madarász Dóra, Fazekas Mária Budaörsi SC                       | Barcsai Sophie, Dohoczki Nóra Statisztika UAKDari Helga, Hartbrich Leonie Budaörsi SC, SV Böblingen                                | Barcsai Sophie, Dohoczki Nóra Statisztika UAKDari Helga, Hartbrich Leonie Budaörsi SC, SV Böblingen                                |
| Vegyes páros | Ecseki Nándor, Madarász Dóra SPG Wels , Budaörsi SC                          | Ecseki Nándor, Madarász Dóra SPG Wels , Budaörsi SC                          | Szudi Ádám, Pergel Szandra SPO Rouen TT , Kiskunmajsai AC      | Szudi Ádám, Pergel Szandra SPO Rouen TT , Kiskunmajsai AC      | András Csaba, Dari Helga TTC Bad Homburg , Budaörsi SCKishegyi Ákos, Bálint Bernadett Városi SE Dunakeszi, CSM Victoria Carei      | András Csaba, Dari Helga TTC Bad Homburg , Budaörsi SCKishegyi Ákos, Bálint Bernadett Városi SE Dunakeszi, CSM Victoria Carei      |